# Библиотека Кировских островов
Городская районная библиотека Кировских островов — открылась в 1933 году. Ныне находится по адресу Кемская улица, 8/3. Входит в ЦБС Петроградского района (образованную в 1978 году), одна из 8 библиотек. Единый фонд составляет около 500 тысяч изданий, в том числе около 4 тысяч аудиокниг. Библиотека является единственным культурным центром в районе. В стенах библиотеки находится зал творческого поиска «Крестовский остров».
- Директор библиотеки — Атаманова Гертруда Михайловна.
- Заведующая библиотекой — Ирина Ибрагимовна Синицына.
- Методист Федосеева Наталья Николаевна.

## История создания
Библиотека основана 12 марта 1933 года в доме № 24 по Морскому проспекту (до 1935 г. библиотека Крестовского острова). В 1934 году вошёл в строй корпус № 9 (дом № 45) по Морскому пр. Библиотека получила комнату площадью 24 м². Первый заведующий — Воронец Александр Павлович. Тогда острова Елагин, Крестовский и Каменный острова носили название Кировских - здесь находились такие объекты, как Центральный парк культуры и отдыха имени С. М. Кирова и Стадион имени Кирова. Библиотека сохраняет это историческое название.
Библиотека организована на базе библиотеки-передвижки Дома культуры «Промкооперации», ныне — им. Ленсовета. Со дня основания библиотека Кировских островов наравне с другими библиотеками города работала по ликвидации неграмотности и привлечению пассивной части населения (например, домохозяек) к общественной деятельности.
Во время Великой Отечественной войны библиотека была законсервирована. Часть фонда погибла от пожара.
В сентябре 1963 года библиотека переехала в дом № 8/3 по улице Кемской в помещение площадью 220 м² (впоследствии заняла весь первый этаж дома), где располагается и в настоящее время. Документы о работе библиотеки и опубликованные воспоминания читателей свидетельствуют о том, что библиотека жила в гуще событий своего времени. Среди постоянных читателей были писательница Вера Фёдоровна Бабич, первый диктор Ленинградского телевидения Николай Зименко, киноактёр и режиссёр Леонид Быков, поэт Николай Евстифеев, киноактёр Алексей Баталов.
В конце 1980-х основатель Фонда свободного русского искусства Георгий Михайлов подарил библиотеке коллекцию книг, запрещённых в СССР.

## Отдельные направления работы библиотеки
Наличие выставочного зала в помещении подтолкнуло к поиску новых для библиотеки направлений в массовой работе.

### Выставочный зал «Крестовский остров»
Размеры и акустика зала позволяет проводить камерные концерты, конкурсы авторской песни, литературные вечера, спектакли, художественные выставки петербургских художников, фотографов, мастеров декоративно-прикладного искусства. Всего было проведено более двухсот выставок.
Наиболее значительными были следующие выставки и концерты:
- уникальная выставка к 100-летию Владимира Стерлигова, представившая работы всех поколений стерлиговцев, включая работы самого Стерлигова и его жены Татьяны Глебовой, ученицы Павла Филонова
- персональные выставки Людмилы и Валерии Трубецких
- Теймураза Самсонидзе
- Елизаветы Стрельниковой
- Елены Федорук
- Михаила Шпагина[1]
- Людмилы Дашкевич
- выставки работ школы им. Кустодиева
- выставка художника-авангардиста Кирилла Миллера
- член группы художников-нонконформистов «Новые художники» Евгений Козлов
- Николая Данилевского (группа «Старый Город»)
- Натальи Ходячевой (группа «Старый Город»)
- Анатолия Заславского
- Бориса Борща
- Александра Дымникова[2]
- Павла Молитвина
- Художников «Международной ассоциации художников-потомков дворянских родов»[3]
- Петербургской школы фантастического реализма[4]
- финско-шведской писательницы и художницы Йоханны Миллы Энгдахл, фотохудожника А. Жукова.

Концерты и выступления
- Александр Городницкий[5]
- Александр Ветров[6]